# Bahnhof Sevilla Santa Justa

Der Bahnhof Sevilla Santa Justa ist der Hauptbahnhof der spanischen Stadt Sevilla, wird von der staatlichen Adif unterhalten und von Zügen der Renfe bedient. Mit acht Millionen Fahrgästen jährlich ist er der meistfrequentierte Bahnhof Andalusiens und liegt spanienweit hinter Madrid Atocha und Barcelona Sants an dritter Stelle. Benannt ist er nach der sevillanischen Märtyrerin Justa, welche gemeinsam mit ihrer Schwester Rufina auch Schutzpatronin von Sevillas Kathedrale ist.

## Geschichte
Anlässlich der in Sevilla ausgetragenen Exposición Universal de Sevilla 1992 und der in diesem Zuge zu errichtenden Schnellfahrstrecke Madrid–Sevilla wurde ab 1986 an einem neuen Bahnhof geplant. Das Architekturbüro Cruz y Ortiz, welche unter anderem auch für den Umbau des Bahnhofs Basel SBB verantwortlich zeichnete, entwarf den neuen Hauptbahnhof Sevillas, der die beiden bisherigen Hauptbahnhöfe San Bernardo und Plaza de Armas ersetzen sollte. Der Baubeginn fand im Jahre 1987 statt. Am 7. Mai 1991 konnte der Bahnhof Santa Justa seiner Bestimmung übergeben werden. Zeitgleich wurde der Bahnhof Plaza de Armas aufgegeben und der Bahnhof San Bernardo durch einen gleichnamigen Tunnelbahnhof mit Anbindung an Santa Justa ersetzt.

## Anlage und Gebäude

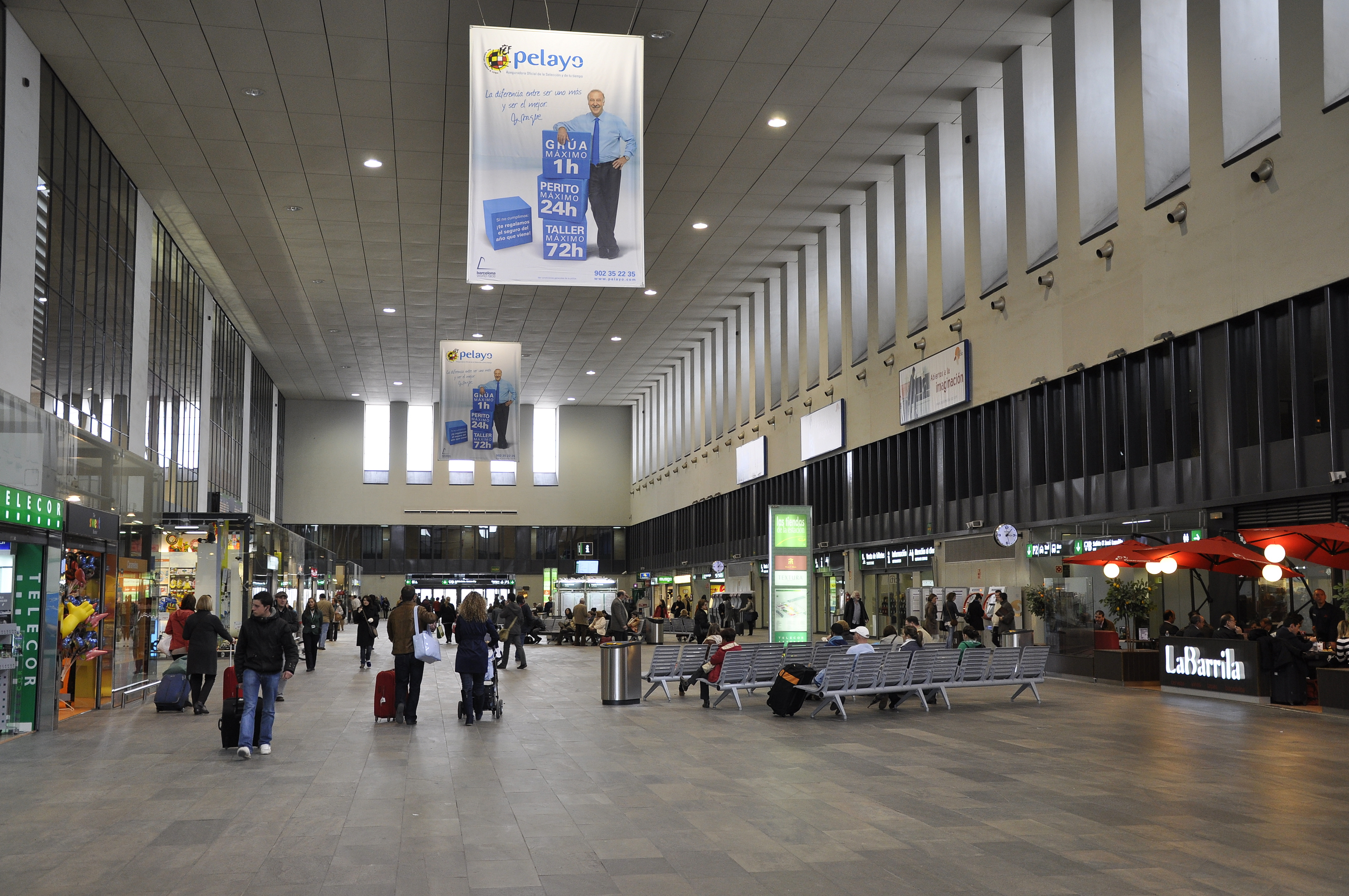
Die Eingangshalle des Bahnhofs Santa Justa

Der Bahnhof ist als "Eingangstor" Sevillas großflächig konzipiert und stellt wie beispielsweise die Puente del Alamillo ein Symbol der Expo 92 dar. Insgesamt bedeckt der Bahnhof eine Fläche von 80.000 Quadratmetern. Insgesamt umfasst der Bahnhof zwölf Gleise, wovon je sechs in iberischer Breitspur (1668 mm) und in europäischer Normalspur (1435 mm) gebaut sind. Die Gleise liegen an sieben Bahnsteigen, welche bis zu 525 Meter lang sind. Der Bahnhof ist als Durchgangsstation angelegt. Unmittelbar nach dem südlichen Ende des Bahnhofs verschwinden die Gleise in einem Tunnel, der nach San Bernardo und weiter zum Bahnhof Virgen del Rocío in den südlichen Vororten führt. Nördlich des Bahnhofs befinden sich ausgedehnte Gleisanlagen, welche dem Abstellen von Zügen dienen.

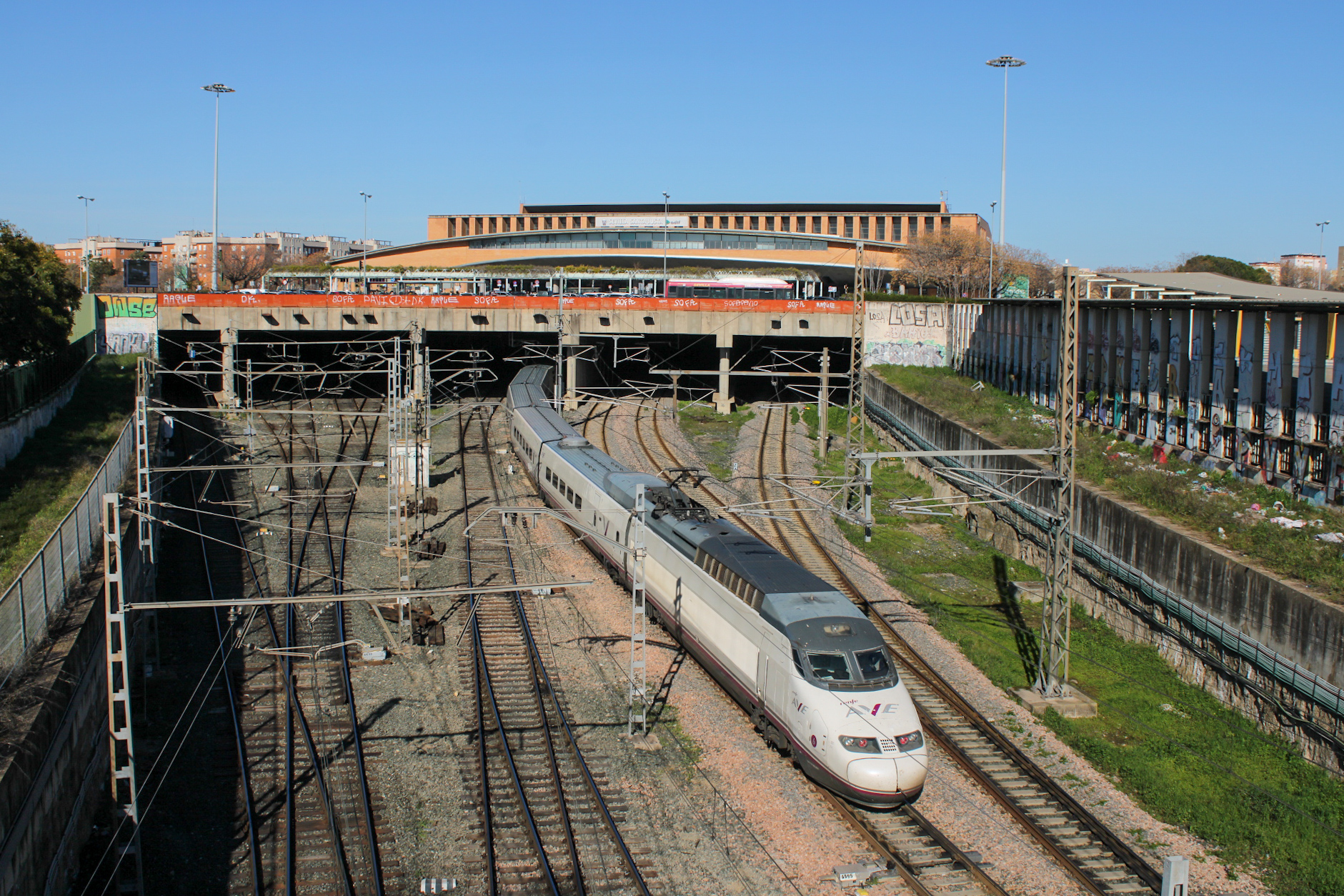
Bahnhofsvorfeld mit Breitspur- (links) und Normalspurgleisen (rechts)

## Verkehr

### Fernverkehr
Im Fernverkehr ist der Bahnhof Sevilla durch 11 bis 19 täglicher Zugpaare mit Madrid-Atocha verbunden. Weitere zwei Zugpaare verkehren nach Barcelona-Sants, sie nutzen die Verbindungskurve zwischen der Schnellfahrstrecke Madrid–Sevilla und der Schnellfahrstrecke Madrid–Barcelona südlich Madrids. Zudem gibt es pro Tag eine Verbindung nach Valencia Joaquín Sorolla, welche in beiden Richtungen angeboten wird. All diese Verbindungen nutzen den regelspurigen Bahnhofsteil. Vier tägliche Alvia-Zugpaare verkehren zwischen Madrid und Cádiz, sie nutzen die Spurwechselanlage in Majarabique und halten deshalb im breitspurigen Teil des Bahnhofs. Zudem gibt es täglich eine Alaris-Verbindung nach Barcelona-Sants, welche der Küste entlangführt und auch Córdoba, Valencia und Tarragona bedient.

### Media Distancia
Sevilla Santa Justa ist der Mittelpunkt des andalusischen Media Distancia-Netzes. Insgesamt acht Linien verbinden den Bahnhof mit Cádiz, Jaén, Málaga, Almería und Huelva. Die Linie 84 nach Málaga wird als Avant vermarktet, da er ausschließlich Hochgeschwindigkeitsstrecken nutzt, aufgrund des geringen Abstandes der beiden Endstationen aber nicht zum AVE-Netz gezählt wird.

### Cercanías
Der Bahnhof ist der Knotenpunkt des sevillanischen Cercanías-Netzes. Alle fünf Linien (C-1, C-2, C-3, C-4, C-5) bedienen den Bahnhof. Die Linien C-1, C-4 und C-5 nutzen den anschließenden Tunnel via San Bernardo als Stammstrecke, die anderen beginnen in Santa Justa und führen nordwärts. Einige der Linien sind über 100 Kilometer lang und haben eher den Charakter von Regionalbahnen statt von S-Bahnen.

## Zukunft
Es ist geplant, den Bahnhof an die geplante Linie 2 der Metro Sevilla anzuschließen. Bisher verfügt Santa Justa über keinen direkten U-Bahn-Anschluss, die nächstgelegene Station der einzigen sich in Betrieb befindlichen Linie 1, Nervión, befindet sich rund 1,5 Kilometer in südlicher Richtung entfernt. Ebenso ist geplant, die Straßenbahn Sevilla nach Santa Justa weiterzuführen.
In Planung befindet sich auch eine Verlängerung der Schnellfahrstrecke aus Madrid nach Huelva (und mit einer möglichen Fortsetzung in Richtung Portugal). Jedoch ist das Vorhaben stark umstritten, da die Fortsetzung durch den Nationalpark Coto de Doñana führen soll. Mit einem Bau ist in den nächsten Jahren deshalb nicht zu rechnen.